# Nomada waltoni
Nomada waltoni är en biart som beskrevs av Cockerell 1910. Nomada waltoni ingår i släktet gökbin, och familjen långtungebin. Inga underarter finns listade i Catalogue of Life.